# Artasumara
Artasumara (em acádio: Artashumara; em sânscrito: Ṛta-smara; lit. "ele se lembra de Rtá") foi um rei de Mitani que reinou durante 3 anos (1 355 - 1 353 a.C.), sucedendo seu pai Sutarna II. Não se sabe muito sobre seu reinado devido ao seu período curto. Em 1 353 a.C., Artasumara foi assassinado por uma pessoa chamada Udi (ou Uti). Seu irmão Tusserata o sucedeu e executou o assassino.